# Bertschi (Unternehmen)

Ehemaliges Logo

Die Bertschi AG ist ein weltweit für die chemische Industrie tätiger Logistikdienstleister, spezialisiert auf flüssige und lose rieselförmige Produkte.
Zum September 2022 beschäftigte die Bertschi-Gruppe nach eigenen Angaben 3'229 Mitarbeitende und besaß einen Fuhrpark von 1'000 Zugmaschinen und über 41'000 Transporteinheiten. Ausserdem ist das  1956 gegründete Familienunternehmen mit Hauptsitz in Dürrenäsch (Schweiz) in 38 Staaten der Welt vertreten. Bertschi, Planzer Transport, Camion-Transport sowie die Galliker Holding haben sich 2020 über die Swiss Combi AG mit 35 % an SBB Cargo beteiligt. Bertschi hält 10 % der Swiss Combi-Aktien.

## Terminals
Bertschi betreibt nach eigenen Angaben 30 Terminals, unter anderem in Birr, Visp,  Busto Arsizio, Verona, Ludwigshafen am Rhein, Stade, Antwerpen, Schwarzheide und Duisburg.